# Intimate Confessions of a Chinese Courtesan
Pour plus de détails, voir Fiche technique et Distribution.
Intimate Confessions of a Chinese Courtesan (Ai Nu) est un film hong-kongais réalisé par Chu Yuan, sorti en 1972.

## Synopsis
La belle Ai Nu (Lily Ho), kidnappée par des brigands, est tenue prisonnière dans une maison close dirigée par l'envoûtante Lady Chun (Betty Pei). Elle devient rapidement la proie des hauts responsables de la ville qui viennent assouvir leurs fantasmes. Après une tentative d'évasion échouée, elle mettra au point sa terrible vengeance contre tous ceux qui ont abusé d'elle...

## Fiche technique
- Titre : Intimate Confessions of a Chinese Courtesan
- Titre original : 愛奴 (Ai Nu)
- Réalisation : Chu Yuan
- Scénario : Yau Kong-Kin
- Production : Runme Shaw
- Studio de production : Shaw Brothers
- Musique : Chou Fu-liang, Pink Floyd (non crédité) : extraits de Careful with That Axe, Eugene
- Photographie : Chu Chia-hsin
- Montage : Chiang Hsing-lung, Lee Yen-hai
- Pays d'origine : Hong Kong
- Format : Couleurs - 2,35:1 - Mono - 35 mm
- Genre : Wu Xia Pian, érotique
- Durée : 86 minutes
- Date de sortie : 9 juillet 1972 (Hong Kong)

## Distribution
- Lily Ho : Ai Nu
- Betty Pei : Madame Chun
- Yueh Hua : Le commissaire Ji
- Fan Mei-sheng : Wu Hua-tian, un fournisseur de Mme Chun
- Tung Lin : l'associé de Mme Chun
- Goo Man-Chung
- Chan Shen
- Fang Mien
- Yeung Chak-Lam
- Peng Peng
- Alan Tsui
- Chan Lap-Ban
- Wong Ching-Ho
- Corey Yuen : un collaborateur de M. Wu
- Ching Siu-tung : un collaborateur de M. Wu
- Yuen Bun
- Man Chung-San
- Tsang Choh-lam : Xiao Gou-zi, un employé
- Chan Hei
- Chan Laap Ban
- Hsi Chang

## Voir également
- 1984 : Lust for Love of a Chinese Courtesan, remake de Chu Yuan